# لوتای
لوتای (به لاتین: Lutai) یک شهرک در جمهوری خلق چین است که در Ninghe District واقع شده‌است. لوتای ۳ متر بالاتر از سطح دریا واقع شده‌است.